# Volcà de Bellaire
El Volcà de Bellaire és un volcà situat al municipi de Sant Joan les Fonts, a la comarca catalana de la Garrotxa.